# Marie-Madeleine Duruflé
Pour les articles homonymes, voir Chevalier.
Marie-Madeleine Duruflé, née Chevalier le 8 mai 1921 à Marseille et morte le 5 octobre 1999 à Louveciennes, est une organiste de renommée internationale, pianiste, improvisatrice, compositrice et professeur.
Elle est généralement considérée comme le dernier grand représentant de l'école romantique française d'orgue, qui mettait en valeur la grandeur élégante, la clarté de texture et de la liberté rythmique. Elle a donné des prestations incomparables d'œuvres de maîtres d'orgue français, dont Charles-Marie Widor, Louis Vierne, Jean Langlais, Marcel Dupré et son mari, Maurice Duruflé.

## Jeunesse et études
Elle est née à Marseille le 8 mai 1921, et ses dons prodigieux ne se font pas attendre. À 11 ans, elle est nommée organiste de la cathédrale Notre-Dame-et-Saint-Véran de Cavaillon. À 12, elle entre au Conservatoire d'Avignon.
Son désir de poursuivre des études supérieures est retardé par le déclenchement de la Seconde Guerre mondiale.
Enfin, en 1946, à 25 ans, elle devient l'élève de Dupré au Conservatoire de Paris, où elle remporte le premier prix d'orgue. En 1953, elle reçoit le Grand Prix International Charles-Marie Widor pour l'orgue et l'improvisation.

## Vie professionnelle
Elle rencontre son futur mari au Conservatoire où il est assistant-professeur de Dupré pour un an. Le sérieux et introverti Maurice Duruflé est frappé par la pétillante Mlle Chevalier, qui est de 20 ans plus jeune que lui.
Ils se marient en 1953. Mme Duruflé devient co-organiste avec son mari à Saint-Étienne-du-Mont à Paris, un poste que celui-ci occupe depuis 1930. Ils font des tournées et concerts conjointement, notamment lors de leur première visite aux États-Unis en 1964.
En 1975, alors qu'ils roulaient dans le Sud de la France pendant de fortes pluies, une voiture accélérant dans le sens inverse percute leur véhicule. Mme Duruflé subit de graves blessures aux côtes et au bassin mais Maurice est le plus gravement touché. Il ne pourra plus jouer. Elle reste seule titulaire à Saint-Étienne-du-Mont. Aucun des deux ne se rétablira complètement de cet accident. Maurice meurt en 1986 des suites de ses blessures.

## Tournées, prix et compositions
- 1949 : Premier Prix d’orgue interprétation et Improvisation au Conservatoire de Paris. Série de récitals.
- 1960 : Composition des Six Fables de La Fontaine pour chœur à trois voix de femmes.
- 1964-74 : Concerts et tournées, récitals conjoints en France, en Europe, aux États-Unis (premier concert à Philadelphie en 1964), en URSS.
- 5 juin 1987 : Officier des Arts et Lettres
- 1998 : La Médaille Vermeil de la ville de Paris lui est décernée[4].

Au cours de ses tournées communes avec son mari, avant l'accident, Mme Duruflé avait tendance à jouer les morceaux les plus impressionnants. Dans une interview avec The New York Times en 1989, elle a admis que cela était intentionnel. « Mon mari était un très grand virtuose à l'orgue, dit-elle, mais une fois qu'il est devenu mon mari, j'ai travaillé plus que lui. Souvent il me disait : "tu joues les morceaux les plus difficiles, et je joue des morceaux d'interprétation" ».
En 1989, trois ans après la mort de son mari, Marie-Madeleine Duruflé accepte de participer à un festival Duruflé à New York, son premier concert international depuis 15 ans. « Tous les musiciens et les chanteurs impliqués dans le festival ont été submergés par la lueur positive de Madame », a déclaré M. Keene, rappelant que l'événement, son dernier concert public, eut lieu à New York à l'église de l'Ascension en 1993.

### Exemples sonores
- YouTube Marie-Madeleine Chevalier-Duruflé joue l'Impromptu op. 54 no 2 de Vierne à Soissons.
- YouTube Marie-Madeleine Chevalier-Duruflé joue le Scherzo op. 2 de Maurice Duruflé à l'orgue du Studio 104 de la RTF (1972).